# ミレン・キカリン
ミレン・ゲオルギエフ・キカリン（Milen Georgiev Kikarin (ブルガリア語: Милен Кикарин、1992年8月18日 - ）は、ブルガリア・ソフィア出身の元プロサッカー選手。現役時代のポジションは、ディフェンダー（レフトバック）。

## 経歴
2016年6月17日、ボテフ・プロヴディフに加入。同年7月30日、地元のライバルクラブであるロコモティフ・プロヴディフ戦でボテフ・プロヴディフでの公式デビューを果たした（1-1で引き分け）。しかし、2017年1月に放出された。
2017年7月14日、CSKA 1948と契約を結んだ。

## タイトル

### クラブ
CSKAソフィア
- ブルガリア・カップ: 2015-16